# Mitsubishi Ki-15
Il Mitsubishi Ki-15 (三菱 キ15?, Mitsubishi ki jū go), identificato anche come Aereo da ricognizione e comando Tipo 97 Modello 1 (九七式司令部偵察機?, Kyūshichi-shiki shireibu teisatsuki), nome in codice alleato Babs, era un ricognitore monomotore ad ala bassa prodotto dall'azienda giapponese Mitsubishi Heavy Industries negli anni trenta.
Utilizzato sia dall'aviazione imperiale dell'esercito che, successivamente, da quello della marina, venne impiegato operativamente nel corso della seconda guerra sino-giapponese che durante seconda guerra mondiale. Alla fine del conflitto rimasero operativi alcuni esemplari catturati dalle forze rivoluzionarie cinesi.

## Storia del progetto
Nel 1935 l'esercito imperiale emanò una specifica per la richiesta di una fornitura per dotare le proprie unità un nuovo aereo da ricognizione biposto ad alte prestazioni. Il nuovo velivolo doveva essere in grado di volare tra i 2 000 ed i 4 000 metri di quota raggiungendo la velocità massima di almeno 450 km/h con un'autonomia di almeno 400 km.
Alla richiesta rispose la Mitsubishi, la quale affidò il progetto alla supervisione di Humihiko Kawano il quale realizzò il disegno di un monomotore ad ala bassa e carrello d'atterraggio fisso, simile ad altri velivoli monoplani, realizzati all'estero negli anni trenta, che utilizzavano una struttura a rivestimento resistente completamente metallica quali il tedesco Heinkel He 70 e lo statunitense Northrop Alpha.
Il prototipo venne realizzato in cinque mesi di lavoro e, dopo le usuali prove statiche, venne portato in volo per la prima volta nel maggio 1936 davanti alla commissione esaminatrice dell'esercito. Equipaggiato con un motore radiale Nakajima Ha-8, capace di erogare 750 hp (560 kW) a 4 000 m, il velivolo riuscì a raggiungere i 480 km/h ma a causa di alcune caratteristiche, come un non soddisfacente orizzonte visivo anteriore ed un'eccessiva velocità di decollo ed atterraggio, non riuscì ad ottenere un immediato consenso da parte delle autorità. Ciò nonostante, riconoscendo la bontà del progetto, venne commissionato un secondo prototipo che presentato l'anno successivo, riuscì a correggere i problemi riscontrati ed a soddisfare pienamente la richiesta. Dopo l'assegnazione della designazione ufficiale di Aereo da ricognizione e comando dell'Esercito Tipo 97 Modello 1 venne quindi messo in produzione.

### La seconda versione
La seconda versione denominata Ki-15-II era dotata di un motore Ha-26 da 900 hp che con la sua ridotta sezione consentiva di ridurre i problemi di visibilità anteriore dell'apparecchio.
Nel settembre 1939 la seconda versione del Ki-15 venne messa in produzione per l'esercito e, nello stesso periodo, la Marina imperiale giapponese ne ordinò venti esemplari con la designazione C5M1. In seguito ne vennero ordinati altri trenta esemplari nella versione C5M2 con motore Nakajima Sakae da 950 hp. Non sono note le prestazioni del modello C5M2 ma devono essere state molto elevate con velocità superiori ai 500 km/h.

## Tecnica
Il Mitsubishi Ki-15 era un aereo a struttura metallica di costruzione moderna per l'epoca, con ala a sbalzo, motore radiale da 640 hp (nella versione iniziale Ki-15-I) e carrello fisso ben carenato. La fusoliera si attagliava in maniera costante verso la parte posteriore, mentre l'abitacolo, costituito da due posti in tandem, era ampiamente vetrato e aveva l'antenna radio posizionata avanti al parabrezza.
Il ricognitore utilizzava come unica difesa una mitragliatrice leggera posteriore Type 89 da 7,7 mm e non trasportava bombe o armi di altro tipo, almeno inizialmente. Successivamente venne armato con bombe da 250 kg (nella versione Ki-15-I) e 500 kg (nella versione Ki-15-II).

## Impiego operativo
L'apparecchio venne messo in servizio, nella sua prima versione (Ki-15-I), poco prima dell'inizio della seconda guerra sino-giapponese ottenendo risultati soddisfacenti nel corso del conflitto.
Il velivolo era in grado di raggiungere una velocità particolarmente elevata, specie considerando la potenza espressa dal suoi impianto propulsivo e l'adozione di un carrello non retrattile. Pur essendo difficile da intercettare, la sua velocità di crociera di 320 km/h a 5 000 metri lo rendeva talvolta vulnerabile ai Polikarpov I-16 cinesi di fornitura sovietica. Il Ki-15 venne utilizzato nelle missioni di bombardamento, nella cooperazione con le truppe a terra e come fotoricognitore fino alla sua sostituzione con il Mitsubishi Ki-30.
Il Ki-15 si rivelò un ricognitore molto efficace svolgendo un ruolo determinante per le operazioni belliche fino alla fine del 1941. Ma già dal 1943, con l'apparizione di caccia alleati dalle prestazioni migliori di quelli sovietici e la concorrenza interna del bimotore Mitsubishi Ki-46, l'aereo venne relegato a compiti di seconda linea.
La sua velocità venne sfruttata ancora una volta nel 1945, nel corso delle fasi terminali della Guerra del Pacifico, per compiere attacchi kamikaze.

### Trasvolata Tokyo-Londra del 1937
Il Mitsubishi Ki-15 era un autentico ricognitore strategico anche se monomotore, grazie all'eccellenza del disegno complessivo che rendeva sufficiente, per raggiungere le prestazioni richieste, un motore di poca potenza e dai consumi ridotti. I bassi consumi assicuravano un'autonomia massima di 2400 km e una quota di tangenza elevata, superiore, se necessario, agli 11.000 metri.
L'aereo diede prova al mondo delle sue eccezionali prestazioni nella primavera del 1937 effettuando una trasvolata a tappe da Tokyo a Londra in meno di 100 ore. L'impresa era stata sponsorizzata dal quotidiano giapponese Asahi Shimbun per festeggiare l'incoronazione di Giorgio VI.
Il 9 aprile 1937 alle 15 e 30 GMT, un Ki-15 battezzato Kamikaze-go, atterrò all'aeroporto di Croydon a Londra. Si trattava del primo volo compiuto in Europa da un aereo giapponese.
Il Kamikaze-go, pilotato da Masaaki Iinuma a cui si affiancava, come navigatore, Kenji Tsukagoshi era decollato dall'aeroporto di Tachikawa (Tokyo) alle ore 2 e 12 GMT del 6 aprile e aveva compiuto una trasvolata di 15.357 km attraverso l'Indocina, l'India e il Medio Oriente in un tempo di volo di 51 ore, 17 minuti e 23 secondi (94 ore, 17 minuti e 56 secondi di tempo complessivo comprendendo le tappe a terra) battendo qualunque tentativo di record precedente da parte di piloti europei.
Diversi anni prima era stato istituito, infatti, un premio in Europa, mai riscattato prima di allora, per chi avesse compiuto la traversata Parigi-Tokyo in meno di 100 ore. Il tentativo più recente era stato compiuto nel 1936 da un pilota francese, ma ebbe termine tragicamente con lo schianto dell'aereo sulle montagne dell'isola di Kyūshū.

## Utilizzatori
Cina
- Zhōngguó Rénmín Jiěfàngjūn Kōngjūn

 Giappone
- Dai-Nippon Teikoku Rikugun Kōkū Hombu (Ki-15)
- Dai-Nippon Teikoku Kaigun Kōkū Hombu (C5M)